# Stadio Giovanni Zini
Das Stadio Giovanni Zini ist ein Fußballstadion in der italienischen Stadt Cremona in der gleichnamigen Provinz der Region Lombardei. Es ist die Heimat des Fußballvereins US Cremonese.

## Geschichte
Die Einweihung der Anlage fand am 2. September 1929 statt. Sie hat heute eine Gesamtkapazität von 20.034 Zuschauern. Für die drittklassige Lega Pro Prima Divisione A ist die Zuschauerzahl aus Sicherheitsgründen auf 7.490 Zuschauer begrenzt. Zu Ehren von Giovanni Zini, ehemaliger Torhüter der US Cremonese, erhielt die Spielstätte seinen Namen. Zini kam im Ersten Weltkrieg ums Leben. Der Platz vor dem Stadion trägt seit 2007 den Namen Piazzale Domenico Luzzara. Domenico Luzzara (1922–2006) war von 1967 bis 2001 Präsident des Fußballvereins aus Cremona. 
Die Haupttribüne des Stadions besteht aus drei separat nebeneinander liegenden und überdachten Rängen; davon ist der mittlere Teil mit Sitzplätzen ausgestattet. Die Gegentribüne sowie die beiden Hintertortribünen sind unüberdachte, gestufte Betonbauten ohne Kunststoffsitze oder Wellenbrecher. Durch die Reduzierung der erlaubten Kapazität werden zurzeit nur der Sitzplatzrang auf der Haupttribüne sowie die beiden Ränge hinter den Toren genutzt. Im Sommer 2007 gab es größere Renovierungsarbeiten im Stadion. Vom 2. Juli bis 10. August führten 60 Arbeiter die Sanierungsarbeiten durch. Dabei wurden 180 Tonnen Beton verbaut und 8,5 Tonnen Farben und Lacke verbraucht. Im August 2008 rüstete man das Stadion mit Sicherheitstechnik nach. Es wurden u. a. an den Eingängen 22 Drehkreuzanlagen aufgestellt und ein personalisiertes Eintrittskartensystem installiert. Zusätzlich verteilen sich im und um das Stadion 18 Kameras einer Videoüberwachungsanlage; die von einem Raum auf der Tribüne aus kontrolliert werden.
Das Rückspiel im Finale der Coppa Italia 1988/89 zwischen Sampdoria Genua und dem SSC Neapel musste in das Stadion von Cremona ausweichen; da das Stadio Luigi Ferraris in Genua für die Fußball-Weltmeisterschaft 1990 umgebaut wurde. Sampdoria bezwang den SSC mit 4:0 und der Verein gewann seinen dritten italienischen Pokal. Darüber hinaus trug Sampdoria seine Spiele der Serie A und des Europapokals der Pokalsieger in Cremona aus.